# Pugilato ai XII Giochi del Mediterraneo
La competizione di Pugilato agli XI Giochi del Mediterraneo ha previsto 12 gare, tutte maschili.

## Risultati
| Evento  | Oro                    | Argento                 | Bronzo                                 |
|         |                        |                         |                                        |
| 48 kg   | Rachid Bouaita         | Rafael Lozano           | Hamid Berhili Mohamed Haioun           |
| 51 kg   | Moustafa Esmail        | Abdellah Kouzibra       | Panagiotis Tsamis David Guerault       |
| 54 kg   | İlhan Güler            | Agathangelos Tsiripidis | Hamed Halbouni Riadh Klai              |
| 57 kg   | Vahdettin İşsever      | Giovanni Giungato       | Ahmed M'Delli Claude Chinon            |
| 60 kg   | Kamal Marjouan         | Hocine Soltani          | Ali Trabelsi Bruno Wartelle            |
| 63,5 kg | Nurhan Süleymanoğlu    | Laureano Leiva          | Nordine Mouchi Abdellah Ben Biar       |
| 67 kg   | Stephane Cazeaux       | Kenan Öner              | Victor Baute Kamel Chater              |
| 71 kg   | Almedin Fetahovic      | Malik Beyleroğlu        | Aly Aly Abdel Latif Mohamad G. Tayfour |
| 75 kg   | Akın Kuloğlu           | Mohamed Lassoued        | Ahmed Dine Ioannis Kokolis             |
| 81 kg   | Sinan Şamil Sam        | Kyparissos Vasilikos    | Mohamed Benguesmia Giacobbe Fragomeni  |
| 91 kg   | Georgios Stefanopoulos | Stephane Allouane       | Ahmed Sarir Fikret Güneş               |
| +91 kg  | Christophe Mendy       | Ahmed Sayed             | Pero Sakota Paolo Vidoz                |

## Medagliere
| Posizione | Paese                |    |    |    | Totale |
| --------- | -------------------- | -- | -- | -- | ------ |
| 1         | Turchia              | 5  | 2  | 1  | 3      |
| 2         | Francia              | 3  | 1  | 4  | 8      |
| 3         | Grecia               | 1  | 2  | 1  | 4      |
| 4         | Marocco              | 1  | 1  | 3  | 5      |
| 5         | Egitto               | 1  | 1  | 1  | 3      |
| 6         | Bosnia ed Erzegovina | 1  | 0  | 0  | 1      |
| 7         | Spagna               | 0  | 2  | 1  | 3      |
| 8         | Algeria              | 0  | 1  | 3  | 4      |
| 8         | Tunisia              | 0  | 1  | 3  | 4      |
| 10        | Italia               | 0  | 1  | 2  | 3      |
| 11        | Siria                | 0  | 0  | 2  | 2      |
| 12        | Croazia              | 0  | 0  | 1  | 1      |
| Totale    | Totale               | 12 | 12 | 24 | 48     |